# Dorfkirche Werenzhain

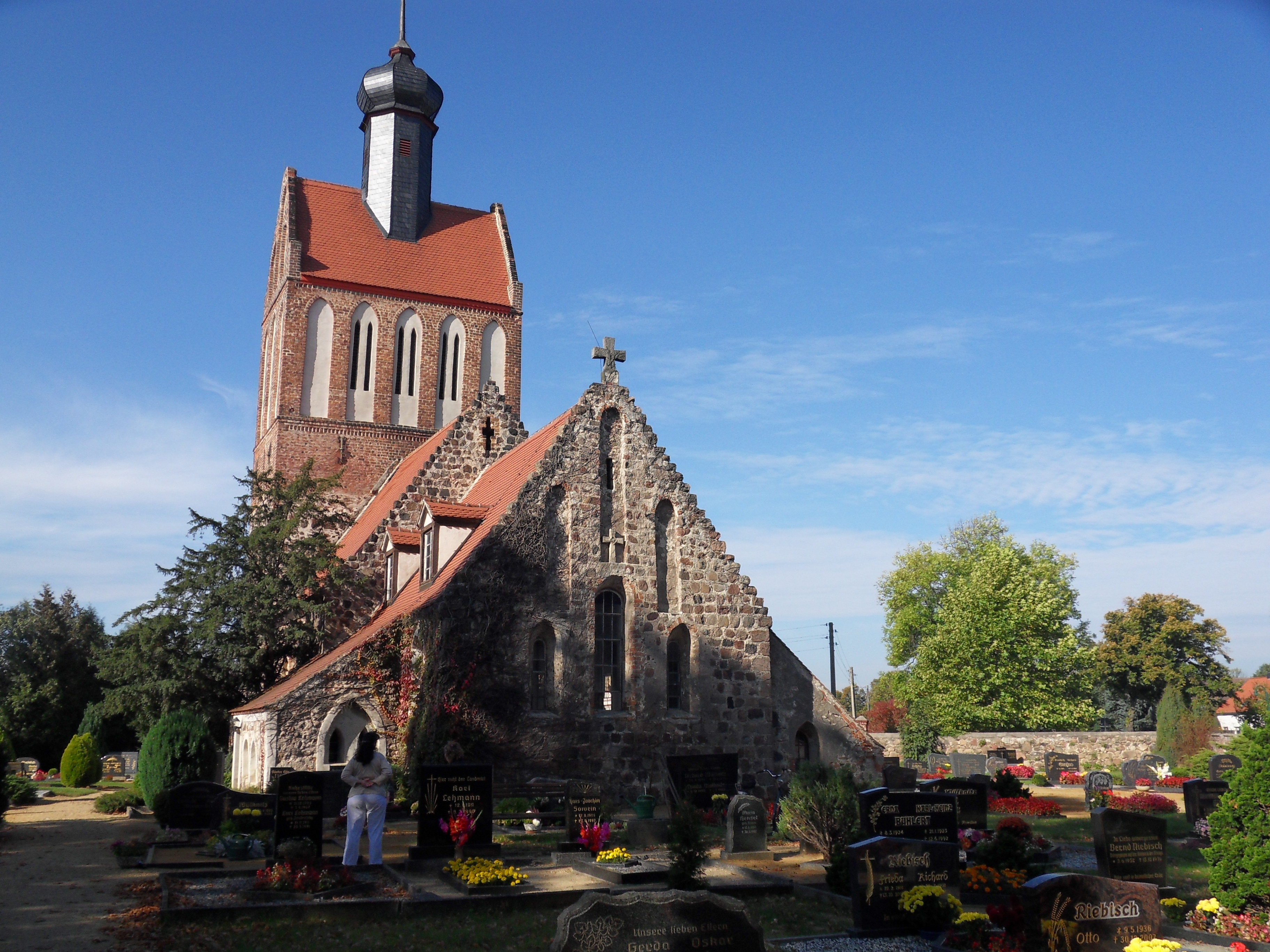
Dorfkirche Werenzhain

Die evangelisch-lutherische Dorfkirche Werenzhain ist ein denkmalgeschütztes Kirchengebäude in Werenzhain, einem Ortsteil der Stadt Doberlug-Kirchhain im südbrandenburgischen Landkreis Elbe-Elster. Hier ist das in der Mitte des 13. Jahrhunderts entstandene und von einem Friedhof umgebene Bauwerk im Ortszentrum zu finden. Sie gehört zur  Hoffnungskirchengemeinde Trebbus und Umland im Kirchenkreis Niederlausitz der Evangelischen Kirche Berlin-Brandenburg-schlesische Oberlausitz.

## Baubeschreibung und -geschichte
Die heutige Werenzhainer Kirche ist ein in der Mitte des 13. Jahrhunderts entstandener Saalbau aus Feldstein mit einem eingezogenen Rechteckchor. Westlich des Kirchenschiffs schließt sich ein schiffsbreiter Westquerturm mit Quersatteldach und einem 1907 entstandenen polygonalen Dachreiter an. Die aus dem 15. Jahrhundert stammenden beiden Obergeschosse des Turms bestehen aus Backstein. An der Nordwestecke des Turms ist ein mit Schachbrett-Muster versehener Stein vermauert.
An der Nordseite ist weiters eine Sakristei aus Backstein zu finden. Ebenfalls aus Backstein besteht die Vorhalle im Süden des Chors. Der Bau der Sakristei und der Vorhalle wird wie der des Turms auf das 15. Jahrhundert datiert.
Das Bauwerk erfuhr im Jahre 1907 umfangreiche Restaurierungs- und Erweiterungsarbeiten. Weitere Restaurierungsmaßnahmen im Inneren der Kirche fanden außerdem in der Zeit von 1986 bis 1989 statt.

## Ausstattung (Auswahl)
Das Innere der Kirche weist im Schiff und im Chor ein hölzernes Tonnengewölbe auf. In der Sakristei ist ebenso ein Tonnengewölbe zu finden. Zur Ausstattung gehört eine dreiseitige Empore aus dem Jahre 1688 im Schiff, welche im Westen doppelgeschossig gehalten ist. Eine weitere Empore befindet sich im Chor.
Des Weiteren ist hier ein Altaraufsatz mit Gemälden aus der zweiten Hälfte des 18. Jahrhunderts zu finden. Im Hauptfeld befindet sich zwischen Doppelsäulen ein geschnitztes Kruzifix. Das Gemälde in der Predella zeigt das Abendmahl. Weitere Gemälde finden sich in den Giebelstücken des Altars. Die hölzerne Kanzel stammt aus dem 17. Jahrhundert, die Sandsteintaufe aus dem ersten Viertel des 16. Jahrhunderts.
Die Orgel der Kirche stammt aus dem Jahre 1867 und wurde vom Orgelbaumeister Wilhelm Sauer (1831–1916) errichtet. Sie besitzt eine mechanische Kegellade, zwei Manuale und elf Register.

## Schachbrettsteine

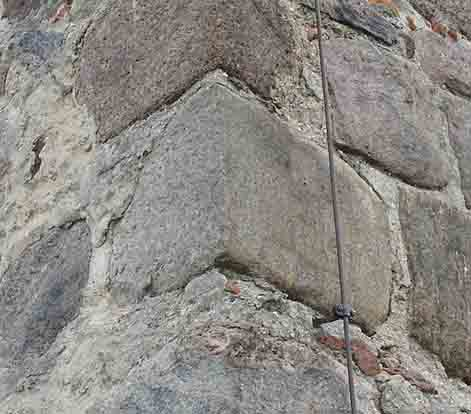
Stein mit Schachbrettmuster an der Nordwestecke des Turms

Der im Mauerwerk des Kirchturms verbaute Schachbrettstein gilt als Schmuckelement. Die Bedeutung der Schachbrettsteine ist allerdings weitgehend ungeklärt. Schachbrettsteine sind an einer Vielzahl von Kirchen dieser Bauzeit zu finden. Ihr Verbreitungsgebiet befindet sich in der Niederlausitz, Märkisch-Oderland, der Neumark, dem Barnim und in der Uckermark. Außerdem treten sie noch in Dänemark auf, insbesondere hauptsächlich in Nordjütland. Sie könnten möglicherweise eine Art Schutzfunktion gehabt haben und durch dänische Baumeister in die Region gelangt sein. Einen schriftlichen Beweis für diese Theorie ist allerdings bislang nicht nachweisbar.
In der näheren Umgebung sind Schachbrettsteine außerdem noch an den Kirchen in Arenzhain und Frankena zu finden. Dabei ist nicht auszuschließen, dass beim Bau dieser Kirchen ursprünglich dieselben Steinmetze oder Bauhütten tätig gewesen sein könnten.